# Hiltrud von Lissies

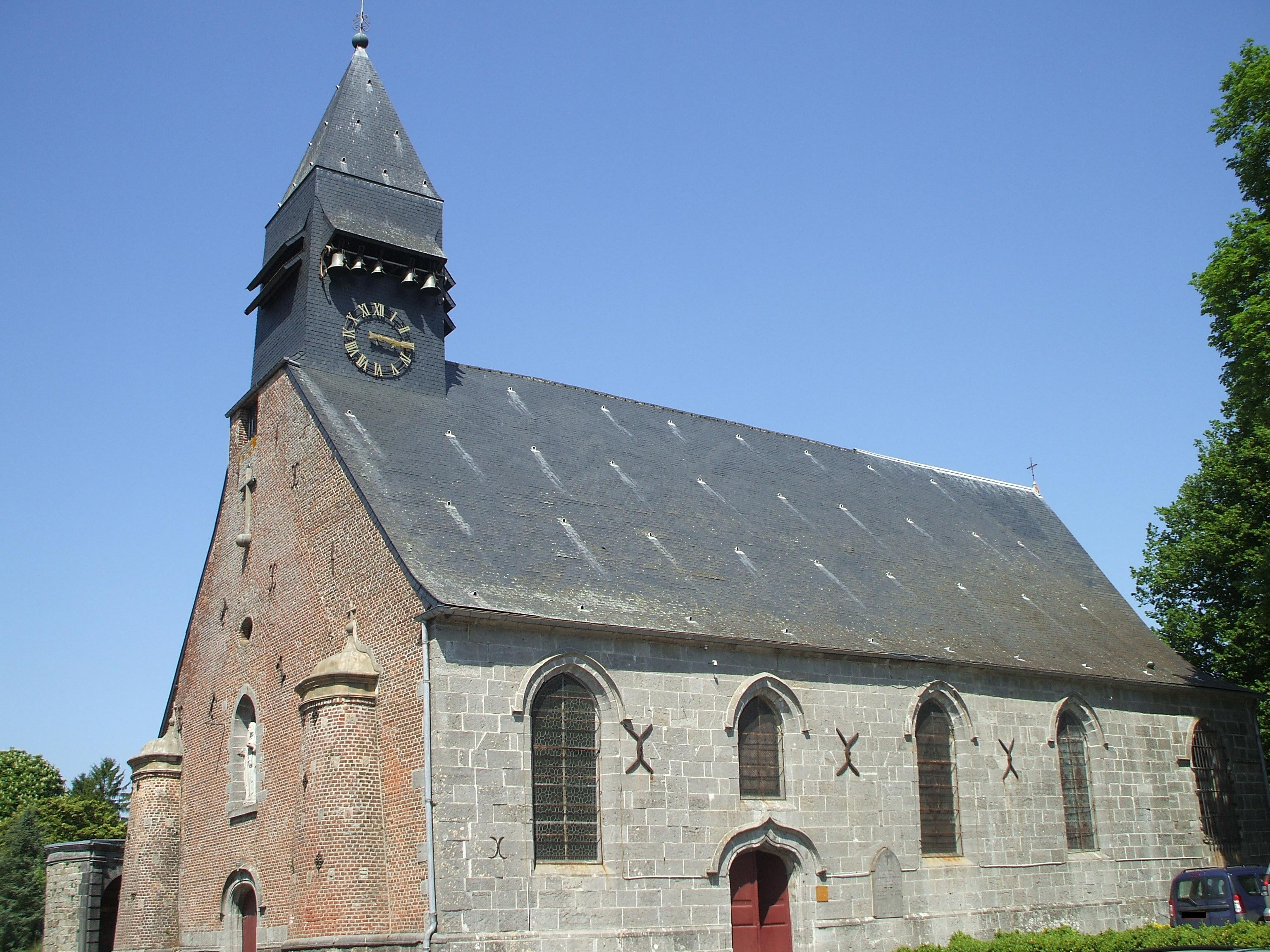
Kirche Sainte-Hiltrude in Avesnois de Liessies

Hiltrud von Lissies (* in Frankreich; † um 790 in Liessies) war eine Grafentochter, die als Reklusin lebte. Sie wird als Heilige verehrt.
Ihr Gedenktag ist der 27. September. Die diesem Tag zugeordnete Bauernregel besagt: Wenn Hiltrud im Kalender steht, wird noch einmal Gras gemäht
Hiltrud entstammte einer gräflichen Familie aus dem Hennegau in Nordfrankreich an der Grenze zur Provinz Hennegau in Belgien. Sie verweigerte die Heirat mit einem Fürsten und lebte lieber in der Nähe ihrer Eltern im Kloster Lissies (heute Liessies), wo ihr Bruder Gunthard Abt war. Ihre Eltern hatten das Kloster gestiftet. Hiltrud lebte dort als Reklusin in strengster Askese.
Hiltrud starb gegen Ende des 8. Jahrhunderts. Der Schrein mit ihren Gebeinen wurde 1793 zerstört; die Reliquien befinden sich noch in Liessies.
Dargestellt wird Hiltrud als Jungfrau mit Lampe und Kerze. Sie gilt als Schutzheilige  gegen Fieber.